# Coupe de Chine de football 2020
 (novembre 2020).
Navigation
Édition précédente Édition suivante
La Coupe de Chine de football 2020 est la 22e édition de la Coupe de Chine, une compétition à élimination directe mettant aux prises des clubs de football amateurs et professionnels à travers la Chine. Elle est organisée par la Fédération chinoise de football (CFA). Le vainqueur de cette compétition se qualifie pour la Ligue des champions de l'AFC 2021, accompagné des trois meilleures équipes du championnat.
Le nombre d'équipes a été réduit à 24 à la suite de la pandémie COVID-19 en Chine.

## Résultats

### Premier tour
Les matches du premier tour se sont tenus les 18-19 septembre 2020.
| Division          | Club                        | Résultat                | Résultat                 | Division          |
| ----------------- | --------------------------- | ----------------------- | ------------------------ | ----------------- |
| Super League (D1) | Jiangsu Suning              | 2 - 0                   | Shenzhen                 | Super League (D1) |
| Super League (D1) | Shanghai Greenland Shenhua  | 1 - 1ap 3 tirs au but 5 | Guangzhou R&F            | Super League (D1) |
| Super League (D1) | Guangzhou Evergrande Taobao | 2 - 0                   | Henan Jianye             | Super League (D1) |
| Super League (D1) | Shandong Luneng Taishan     | 4 - 0                   | Dalian Pro               | Super League (D1) |
| Super League (D1) | Tianjin TEDA                | 2 - 0                   | Shijiazhuang Ever Bright | Super League (D1) |
| Super League (D1) | Wuhan Zall                  | 1 - 1ap 4 tirs au but 3 | Hebei China Fortune      | Super League (D1) |
| Super League (D1) | Beijing Sinobo Guoan        | 2 - 1                   | Qingdao Huanghai         | Super League (D1) |
| Super League (D1) | Shanghai SIPG               | 3 - 2                   | Chongqing Dangdai Lifan  | Super League (D1) |

| 18 septembre 2020 | Jiangsu Suning (1)     | 2–0 | Shenzhen (1) | Jinzhou Stadium, Dalian |  |
| 15 h 35           | Santini 31e Li Ang 73e |     |              |                         |  |

| 18 septembre 2020 | Shanghai Greenland Shenhua (1)                   | 1–1 ap            | Guangzhou R&F (1)                              | Dalian Sports Center, Dalian |  |
| 18 h              | Yang Xu 47e (pen.)                               |                   | Zhang Gong 81e                                 |                              |  |
| 18 h              | N'Doumbou Peng Xinli Zhu Chenjie Jiang Shenglong | Tirs au but 3 - 5 | Saba Lu Lin Huang Zhengyu Zhang Gong Tang Miao |                              |  |

| 18 septembre 2020 | Guangzhou Evergrande Taobao (1) | 2–0 | Henan Jianye (1) | Dalian Youth Football Training Base Main Stadium, Dalian |  |
| 19 h 35           | Tan Kaiyuan 32e Aloísio 64e     |     |                  |                                                          |  |

| 18 septembre 2020 | Shandong Luneng Taishan (1)                          | 4–0 | Dalian Pro (1) | Jinzhou Stadium, Dalian |  |
| 20 h              | Chen Kerui 8e Guedes 56e Guo Tianyu 61e Liu Yang 75e |     |                |                         |  |

| 19 septembre 2020 | Tianjin TEDA (1)                   | 2–0 | Shijiazhuang Ever Bright (1) | Kunshan Stadium, Suzhou |  |
| 15 h 35           | Xiao Zhi 27e (pen.) Piao Taoyu 64e |     |                              |                         |  |

| 19 septembre 2020 | Wuhan Zall (1)                                     | 1–1 ap            | Hebei China Fortune (1)                          | Suzhou Olympic Sports Centre, Suzhou |  |
| 18 h              | Zhao Yuhao 72e (csc)                               |                   | Turay 44e                                        |                                      |  |
| 18 h              | Yao Hanlin Hu Jinghang Cong Zhen Chen Ao Zhou Tong | Tirs au but 4 - 3 | Paulinho Gao Huaze Feng Gang Liao Wei Luo Senwen |                                      |  |

| 19 septembre 2020 | Beijing Sinobo Guoan (1) | 2–1 | Qingdao Huanghai(1) | Suzhou Sports Center, Suzhou |  |
| 19 h 35           | Alan 45+2e (pen.) 69e    |     | Cléo 31e (pen.)     |                              |  |

| 19 septembre 2020 | Shanghai SIPG (1)                       | 3–2 | Chongqing Dangdai Lifan (1)   | Kunshan Stadium, Suzhou |  |
| 20 h              | Oscar 34e Yu Hai 45+1e Li Shenglong 74e |     | Marcinho 52e Dong Honglin 54e |                         |  |

### Deuxième tour
Les matches du deuxième tour se sont tenus les 26-29 novembre 2020.
| Division               | Club                    | Résultat | Club                        | Division               |
| ---------------------- | ----------------------- | -------- | --------------------------- | ---------------------- |
| Super League (D1)      | Shanghai SIPG           | 0 - 4    | Changchun Yatai             | League 1 chinoise (D2) |
| League 1 chinoise (D2) | Kunshan                 | 3 - 0    | Guangzhou Evergrande Taobao | Super League (D1)      |
| Super League (D1)      | Tianjin TEDA            | 1 - 0    | Guizhou Hengfeng            | League 1 chinoise (D2) |
| Super League (D1)      | Jiangsu Suning          | 7 - 2    | Meizhou Hakka               | League 1 chinoise (D2) |
| Super League (D1)      | Wuhan Zall              | 2 - 0    | Taizhou Yuanda              | League 1 chinoise (D2) |
| Super League (D1)      | Beijing Sinobo Guoan    | 1 - 0    | Chengdu Better City         | League 1 chinoise (D2) |
| Super League (D1)      | Guangzhou R&F           | 6 - 1    | Suzhou Dongwu               | League 1 chinoise (D2) |
| Super League (D1)      | Shandong Luneng Taishan | 2 - 0    | Zhejiang Energy Greentown   | League 1 chinoise (D2) |

| 26 novembre 2020 | Shanghai SIPG (1) | 0–4 | Changchun Yatai (2)                                                          | Suzhou Olympic Sports Centre, Suzhou |                      |
| 15 h 35          |                   |     | *Yang Chaosheng 30e - Tan Long 40e - Serginho 56e - Memet-Raim Memet-Ali 75e | Arbitrage : Huang Yi                 | Arbitrage : Huang Yi |

| 26 novembre 2020 | Kunshan (2)                               | 3–0 | Guangzhou Evergrande Taobao (1) | Kunshan Stadium, Suzhou |                     |
| 19 h 35          | *Adeniji 7e - Tu Dongxu 20e - Pereira 60e |     |                                 | Arbitrage : Wan Tao     | Arbitrage : Wan Tao |

| 27 novembre 2020 | Tianjin TEDA (1) | 1–0 | Guizhou Hengfeng (2) | Kunshan Stadium, Suzhou  |                          |
| 15 h 35          | *Zheng Kaimu 79e |     |                      | Arbitrage : Jia Zhiliang | Arbitrage : Jia Zhiliang |

| 27 novembre 2020 | Jiangsu Suning (1)                                                                             | 7–2 | Meizhou Hakka (2)           | Suzhou Olympic Sports Centre, Suzhou |                      |
| 19 h 35          | *Zhang Cheng 20e 58e - Xie Pengfei 32e 41e - Feng Boyuan 63e - Li Ang 77e - Zhang Lingfeng 89e |     | *Shi Liang 54e - Guo Yi 85e | Arbitrage : Dai Yige                 | Arbitrage : Dai Yige |

| 28 novembre 2020 | Wuhan Zall (1)                            | 2–0 | Taizhou Yuanda (2) | Changzhou Olympic Sports Centre, Changzhou |  |
| 15 h 35          | *Yao Hanlin 25e - Wang Dalong 90+1e (csc) |     |                    |                                            |  |

| 28 novembre 2020 | Beijing Sinobo Guoan (1) | 1–0 | Chengdu Better City (2) | Changzhou Olympic Sports Centre, Changzhou |                     |
| 19 h 35          | *Xie Longfei 8e          |     |                         | Arbitrage : Ma Ning                        | Arbitrage : Ma Ning |

| 29 novembre 2020 | Guangzhou R&F (1)                                           | 6–1 | Suzhou Dongwu (2)  | Jiangyin Stadium, Changzhou |                    |
| 15 h 35          | *Renatinho 25e 43e - Zivkovic 31e 54e - Song Wenjie 50e 68e |     | *Tang Chuang 90+1e | Arbitrage : He Kai          | Arbitrage : He Kai |

| 29 novembre 2020 | Shandong Luneng Taishan (1)    | 2–0 | Zhejiang Energy Greentown (2) | Changzhou Olympic Sports Centre, Changzhou |                       |
| 19 h 35          | *Fellaini 53e - Duan Liuyu 70e |     |                               | Arbitrage : Wang Jing                      | Arbitrage : Wang Jing |

### Quarts de finale
Le tirage au sort des quarts de finale a lieu le 30 octobre 2020. Les matches des quarts de finale se sont tenus les 1er-2 décembre 2020.
| Division               | Club                 | Résultat                | Club                    | Division               |
| ---------------------- | -------------------- | ----------------------- | ----------------------- | ---------------------- |
| Super League (D1)      | Tianjin TEDA         | 5 - 1                   | Changchun Yatai         | League 1 chinoise (D2) |
| League 1 chinoise (D2) | Kunshan              | 0 - 2                   | Jiangsu Suning          | Super League (D1)      |
| Super League (D1)      | Beijing Sinobo Guoan | 0 - 3                   | Wuhan Zall              | Super League (D1)      |
| Super League (D1)      | Guangzhou R&F        | 2 - 2ap 4 tirs au but 5 | Shandong Luneng Taishan | Super League (D1)      |

| 1er décembre 2020 | Tianjin TEDA (1)                               | 5 - 1 | Changchun Yatai (2) | Centre des Sports olympique de Suzhou, Suzhou |                       |
| 15 h 0            | Soares 16e 40e · QIU Tianyi 28e · Lima 66e 73e |       | YANG Chaosheng 77e  | Arbitrage : WANG Jing                         | Arbitrage : WANG Jing |

| 1er décembre 2020 | Kunshan (2) | 0 - 2 | Jiangsu Suning (1)             | Stade Kunshan, Suzhou    |                          |
| 20 h 0            |             |       | WU Xi 40e · ZHANG Lingfeng 87e | Arbitrage : JIA Zhiliang | Arbitrage : JIA Zhiliang |

| 2 décembre 2020 | Beijing Sinobo Guoan (1) | 0 - 3 | Wuhan Zall (1)                                       | Stade Kunshan, Suzhou |                      |
| 15 h 0          |                          | (0-3) | 4e HU Jinghang · 12e DONG Xuesheng · 38e JIANG Zilei | Arbitrage : Dai Yige  | Arbitrage : Dai Yige |

| 2 décembre 2020 | Guangzhou R&F (1)                                             | 2 - 2 ap          | Shandong Luneng Taishan (1)                              | Centre des Sports de Suzhou, Suzhou |                        |
| 20 h 0          | Zivkovic 90+1e · Renatinho 90+2e                              |                   | 28e 32e Róger Guedes                                     | Arbitrage : Shi Zhenlu              | Arbitrage : Shi Zhenlu |
| 20 h 0          | *YE Chugui - LI Tixing - HUANG Zhengyu - Zivkovic - TANG Miao | Tirs au but 4 - 5 | *Fellaini - Moisés - ZHENG Zheng - CHEN Kerui - LIU Yang | Arbitrage : Shi Zhenlu              | Arbitrage : Shi Zhenlu |

### Demi-finales
Les demi-finales aller ont lieu le 5 et 6 décembre 2020, et le retour le 12 et 13 décembre 2020.
| Division          | Club           | Aller | Total                 | Retour | Club                    | Division          |
| ----------------- | -------------- | ----- | --------------------- | ------ | ----------------------- | ----------------- |
| Super League (D1) | Jiangsu Suning | 1 - 1 | 1 - 1 4 tirs au but 2 | 0 - 0  | Tianjin TEDA            | Super League (D1) |
| Super League (D1) | Wuhan Zall     | 0 - 5 | 0 - 6                 | 0 - 1  | Shandong Luneng Taishan | Super League (D1) |

### Finale
| Division          | Club           | Résultat | Club                    | Division          |
| ----------------- | -------------- | -------- | ----------------------- | ----------------- |
| Super League (D1) | Jiangsu Suning | 0 - 2    | Shandong Luneng Taishan | Super League (D1) |

| 19 décembre 2020 | Jiangsu Suning | 0 - 2   | Shandong Luneng Taishan            | Suzhou Olympic Sports Centre (en), Suzhou |  |
| 15 h 00 UTC+8    |                | (0 - 0) | 49e Wang Tong · 78e Graziano Pellè |                                           |  |